# Айбазов, Хусеин Хаджи-Мурзаевич
Хусейн (Хусеин) Хаджи-Мурзаевич Айбазов (1903—1941) — советский партийный и государственный деятель. Председатель Карачаевского облисполкома (1932-1934)

## Биография
Родился в 1903 году в ауле Джегута, происходит из карачаевского узденского рода Айбазовых. Учился в Москве.
В 1920—1932 годах служил в органах ВЧК/ГПУ/ОГПУ, награждён именным оружием.
С 1932 по 1934 год председатель Карачаевского облисполкома.
В последующем работал в аппарате Северо-Кавказского крайкома, 1-м секретарем райкома ВКП(б) Туркменского национального района Северо-Кавказского (Орджоникидзевского) края, инструктором ЦК ВКП(б).
После начала войны — комиссар штаба 64-й сд.
Погиб 18 августа 1941 года (Смоленская обл., р. Вопь, высоты у переправы Соловьёва).